# Raión de Liubashivski

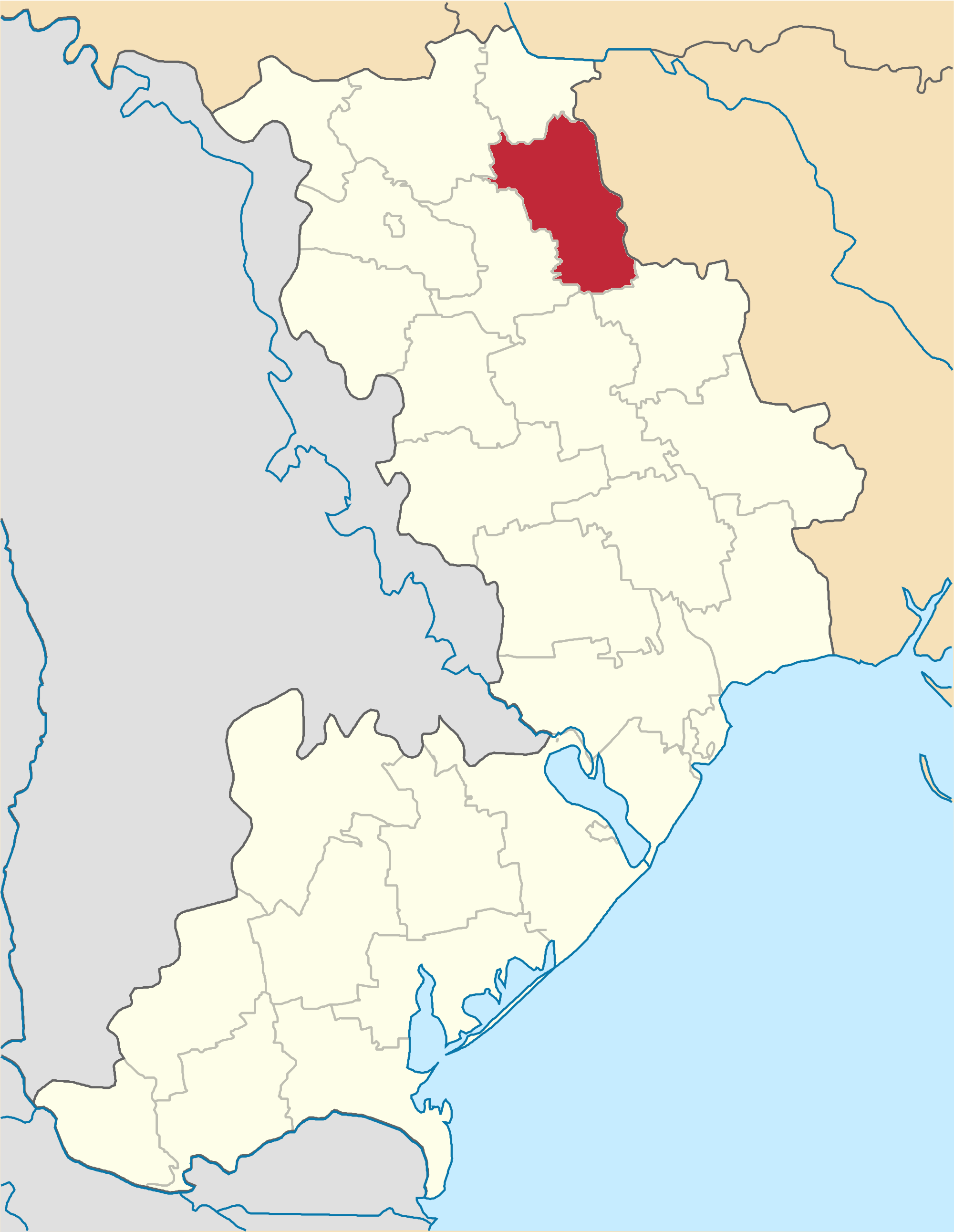
Ubicación del Raión de Liubashivski en el óblast de Odesa.

El Raión de Liubashivskyi es un distrito del Óblast de Odesa, Ucrania. En 2001, su población era de 33.000 habitantes. Su centro administrativo es la ciudad de Liubashivka.

## Geografía

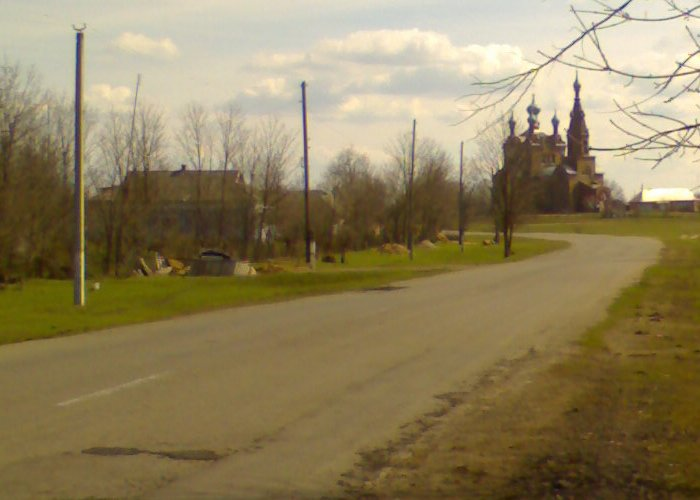
La localidad de Pokrovka en el Raión de Liubashivskyi

Los ríos importantes en el distrito son el Río Kodyma y el Río Tyligul.
Por el distrito hay dos vías de tren entre Odesa y Kirovohrad. El distrito tiene dos estaciones de trenes en las ciudades de Zaplazy y Liubashika.
Por el distrito pasan también dos rutas internacionales:
- Ruta San Petersburgo (Rusia) - Kiev - Odesa
- Chişinău (Moldavia) - Kirovohrad